# Kwabena Agouda
Kwabena Agouda (Acra, Ghana, 25 de abril de 1985) es un futbolista ghanés. Juega de delantero y su actual equipo es el Hapoel Bnei Lod FC de la Liga Leumit de Israel.

## Clubes
| Club                           | País   | Año       |
| ------------------------------ | ------ | --------- |
| Nania FC                       | Ghana  | 2001-2004 |
| FC St. Gallen                  | Suiza  | 2004-2006 |
| FC Winterthur                  | Suiza  | 2006      |
| FC St. Gallen                  | Suiza  | 2007-2008 |
| Hapoel Bnei Lod FC             | Israel | 2008      |
| Hapoel Ironi Kiryat Shmona F.C | Israel | 2008      |
| Hapoel Bnei Lod FC             | Israel | 2009      |
| Hapoel Ashkelon                | Israel | 2009-2010 |
| Hapoel Kfar Saba FC            | Israel | 2010      |
| Hapoel Bnei Lod FC             | Israel | 2011-     |